# Walter Eucken
Walter Eucken (ur. 17 stycznia 1891 w Jenie, zm. 20 marca 1950 w Londynie) – niemiecki ekonomista, jeden z twórców ordoliberalizmu i koncepcji społecznej gospodarki rynkowej.

## Życiorys
Walter Eucken urodził się w Jenie, w rodzinie filozofa i pisarza Rudolfa Euckena oraz malarki Ireny Eucken. Jego bratem był chemik Arnold Eucken. Studiował w Kolonii, Bonn i Jenie historię, politologię, ekonomię i prawo. Studia ukończył w 1913 r. pod kierunkiem Hermanna Schumachera, którego został asystentem na Uniwersytecie w Bonn krótko przed wybuchem I wojny światowej. Jednocześnie został sekretarzem redakcji czasopisma Schmollers Jahrbuch. W 1920 r. ożenił się z pisarką Edith Erdsiek, z pochodzenia Żydówką (urodzoną w Smoleńsku). W 1921 r. uzyskał habilitację na Uniwersytecie w Berlinie na podstawie pracy Die Stickstoffversorgung der Welt, poświęconej zasobom i wykorzystaniu azotu. Od 1921 do 1925 r. pracował w charakterze prywatnego docenta na Uniwersytecie w Berlinie. W 1925 r. otrzymał stanowisko profesora zwyczajnego w Tybindze. W 1927 r. przeniósł się na Uniwersytet we Fryburgu Bryzgowijskim, na którym pracował do śmierci.
Na początku 1930 r. wraz z Franzem Böhmem i Hansem Grossmannem-Doerthem założył tzw. szkołę fryburską w ekonomii. Po tym jak w 1933 r. rektorem we Fryburgu został Martin Heidegger i wprowadzono tam porządki nazistowskie, Eucken przyjął stanowisko otwarte. Eucken, był – jak stwierdził historyk Bernd Martin – właściwie przeciwnikiem Martina Heideggera. Doszło do tego, że już w 1936 r. nazistowscy studenci zażądali usunięcia, a nawet zabicia Waltera Euckena i jego przyjaciół. Z pewnością zagrożona była jego żona oraz jej rodzina, z powodu żydowskiego pochodzenia. Mimo to Eucken prowadził wykłady o wolności myślenia, zatytułowane Der Kampf der Wissenschaft („Wojna nauki”). Gestapo wielokrotnie go przesłuchiwało, ale nie został aresztowany. Za to w areszcie znalazło się troje jego przyjaciół z „Kręgu z Krzyżowej”. Byli to: ekonomiści Adolf Lampe i Constantin von Dietze, jak również historyk Gerhard Ritter. Po upadku III Rzeszy Eucken odniósł swoje własne prywatne zwycięstwo. Jego koncepcje polityczno-gospodarcze zostały wykorzystane do budowy demokracji i zastąpienia gospodarki planowej. Eucken doradzał okupacyjnym rządom francuskiemu i amerykańskiemu oraz pierwszemu rządowi RFN.
Eucken zajmował się nie tylko ekonomią. Interesował się także filozofią i historią. Do osób, z którymi utrzymywał kontakty należeli naukowcy wielu dyscyplin oraz artyści, w tym Friedrich August von Hayek, Joseph Schumpeter, Werner Heisenberg, August Macke, Ernst Ludwig Kirchner, Max Reger, Hermann Staudinger. Gdy w 1947 jako pierwszy niemiecki naukowiec został przyjęty do międzynarodowego towarzystwa Mont Pelerin Society, nawiązał współpracę z Karlem Popperem. Duże znaczenie miała przyjaźń z Edmundem Husserlem.
Eucken zmarł w marcu 1950 w Londynie, krótko po ukończeniu Grundsätze der Wirschaftspolitik („Podstaw polityki gospodarczej”). W stolicy Wielkiej Brytanii prowadził wówczas wykłady na London School of Economics pod tytułem This Unsuccessful Age („Ten bezowocny wiek”).

## Praca naukowa
W centrum rozważań Euckena stało zagadnienie związku władzy, niewoli i nędzy. Tak sformułowanego problem określał ramy ustroju gospodarczego, który pozwalałby zarówno na maksymalną wolność, jak i racjonalne kierowanie gospodarką. Eucken był przekonany, że gospodarcza działalność państwa powinna opierać się na kształtowaniu porządku gospodarczego, a nie na bezpośrednim sterowaniu procesami gospodarczymi. Dzięki tym tezom Eucken zaliczany jest do propagatorów ordoliberalizmu (który uważany był za niemiecką odmianę neoliberlizmu), a jednocześnie za duchowego ojca społecznej gospodarki rynkowej.
Eucken opublikował swoje najważniejsze dzieło Grundlagen der Nationaloekonomie („Podstawy ekonomii politycznej”) po raz pierwszy w 1939. Sformułował w nim swoją hipotezę o wzajemnej zależności ustrojów gospodarczych i politycznych. Według niej gospodarka rynkowa warunkowała wolnościowe państwo prawa. Zaś gospodarka centralnie kierowana, jaką wprowadzili naziści w III Rzeszy oraz komuniści najpierw w ZSRR, a potem w Europie Środkowo-Wschodniej, koniecznie potrzebuje dyktatury, która najpierw ją wprowadzi, a potem będzie przemocą utrzymywać. W przeciwnym razie gospodarka niedoboru upada.
Do kanonu podręcznikowego należy dziś euckenowskie rozróżnienie nowożytnych ustrojów gospodarczych na gospodarki centralnie kierowane oraz gospodarki rynkowe. Kryterium rozróżnienia tych dwóch formacji gospodarczych nie była – dla Euckena – aktywność państwa, lecz rozkład władzy gospodarczej. Dlatego dla Euckena przeciwieństwem gospodarki centralnie sterowanej (w której polityczne kierownictwo dysponuje najwyższą władzą a jednostki są jej całkowicie pozbawione) była nie tyle gospodarka wolnorynkowa zgodna z zasadami leseferyzmu, lecz raczej gospodarka, w której występuje pełna konkurencja. Taka, gdzie nikt nie dysponuje władzą ekonomicznego kierowania innymi. Między tymi dwoma biegunami istnieje inny ustrój gospodarczy: tzw. „vermachtete Marktwirtschaft”. W tym przypadku poszczególne grupy nacisku („grupy władzy” – Machtgruppen) mogą, poprzez politykę cenową albo lobbing, wkraczać w ekonomiczną wolność innych uczestników rynku.
Co więcej, zdaniem Euckena zasady leseferyzmu, czyli gospodarki pozostawionej samej sobie, prowadzą stopniowo i nieuchronnie do gospodarki kierowanej przez grupy nacisku. Eucken wyjaśniał to w przedmowie do pierwszego tomu rocznika „ORDO”:
Mniej czy więcej działalności państwa – to pytanie w istocie pomijamy. Chodzi nie o problem ilościowy, lecz jakościowy. Państwo nie powinno ani usiłować sterować procesami gospodarczymi, ani pozostawiać gospodarkę samą sobie. Państwowe planowanie formy – tak; państwowe planowanie i kierowanie procesami gospodarczymi – nie. Rozpoznanie różnicy między formą a procesem i odpowiednie do tego postępowanie, to jest istotne. Tylko wówczas może zostać osiągnięty cel, w którym nie pewna niewielka mniejszość, lecz wszyscy obywatele będą mogli kierować mechanizmem cen w gospodarce. Jednym ustrojem gospodarczym, w którym jest to możliwe, jest gospodarka pełnej konkurencji. Jest ona tylko wtedy możliwa do zrealizowania, gdy wszyscy uczestnicy rynku otrzymają możliwość zmieniania reguł gry na rynku. Państwo musi dlatego – poprzez odpowiednie ramy prawne – utrzymywać formę rynku (tj. reguły gry, według których można gospodarować).

## Dzieła
- Nationaloekonomie – Wozu?, Godesberg 1947 (w 1938 w formie zarysu) („Ekonomia polityczna – dokąd?”).
- Die Grundlagen der Nationalökonomie, Jena 1939 („Podstawy ekonomii politycznej”).
- Unser Zeitalter der Misserfolge. Fünf Vorträge zur Wirtschaftspolitik, Tybinga 1951.
- Grundsätze der Wirschaftspolitik, Tybinga 1952 („Podstawy polityki gospodarczej”).